# Залесье (Ярославская область)
Залесье — деревня в Ивняковском сельском поселении Ярославского района Ярославской области России.

## География
Расположена в окружении сельскохозяйственных полей непосредственно на северо-западной окраине Ярославля. Деревня примыкает с северо-востока к железной дороге Ярославль — Рыбинск. Граничит со станцией Тенино.

## История
В 2006 году деревня вошла в состав Ивняковского сельского поселения образованного в результате слияния Ивняковского и Бекреневского сельсоветов.

## Население
| 2007 | 2010 |
| ---- | ---- |
| 7    | ↘5   |

### Историческая численность населения
По состоянию на 1859 год в деревне было 12 домов и проживало 111 человека.
По состоянию на 1989 год в деревне проживало 28 человек.

### Национальный и гендерный состав
Согласно результатам переписи 2002 года, в национальной структуре населения русские составляли 87 % из 8 чел., из них 4 мужчины, 4 женщины.
Согласно результатам переписи 2010 года население составляют 3 мужчины и 2 женщины.

## Инфраструктура
Основа экономики — личное подсобное хозяйство. По состоянию на 2021 год большинство домов используется жителями для постоянного проживания и проживания в летний период. Вода добывается жителями из личных колодцев. Имеется таксофон.
Почтовое отделение №150506, расположенное в деревне Бекренево, на март 2022 года обслуживает в деревне 40 домов.

## Транспорт
Въезд в деревню возможен с дороги Р-132 «Золотое кольцо» через деревню Зяблицы, а также со стороны Брагино с улицы Громова.